# 小牧市消防本部
小牧市消防本部（こまきししょうぼうほんぶ）とは、愛知県小牧市の消防部局（消防本部）である。

## 沿革
- 1964年（昭和39年）4月 - 小牧市消防本部・小牧市消防署を設置
- 1965年（昭和40年）10月 - 消防本部・消防署が小牧市役所新庁舎内に移転
- 1976年（昭和51年）3月 - 新消防庁舎が完成
- 1982年（昭和57年）10月 - 東支署を仮庁舎にて開設
- 1986年（昭和61年）12月 - 東支署庁舎が完成
- 1992年（平成4年）9月 - 南出張所を開設
- 1996年（平成8年）4月 - 北出張所を開設
- 2003年（平成15年）4月 - 南出張所を「南支署」、北出張所を「北支署」に改称。
- 2004年（平成16年）11月 - 高機能消防指令センターの運用開始
- 2016年（平成28年）4月 - 尾張中北消防指令センターの運用を開始する。

## 組織

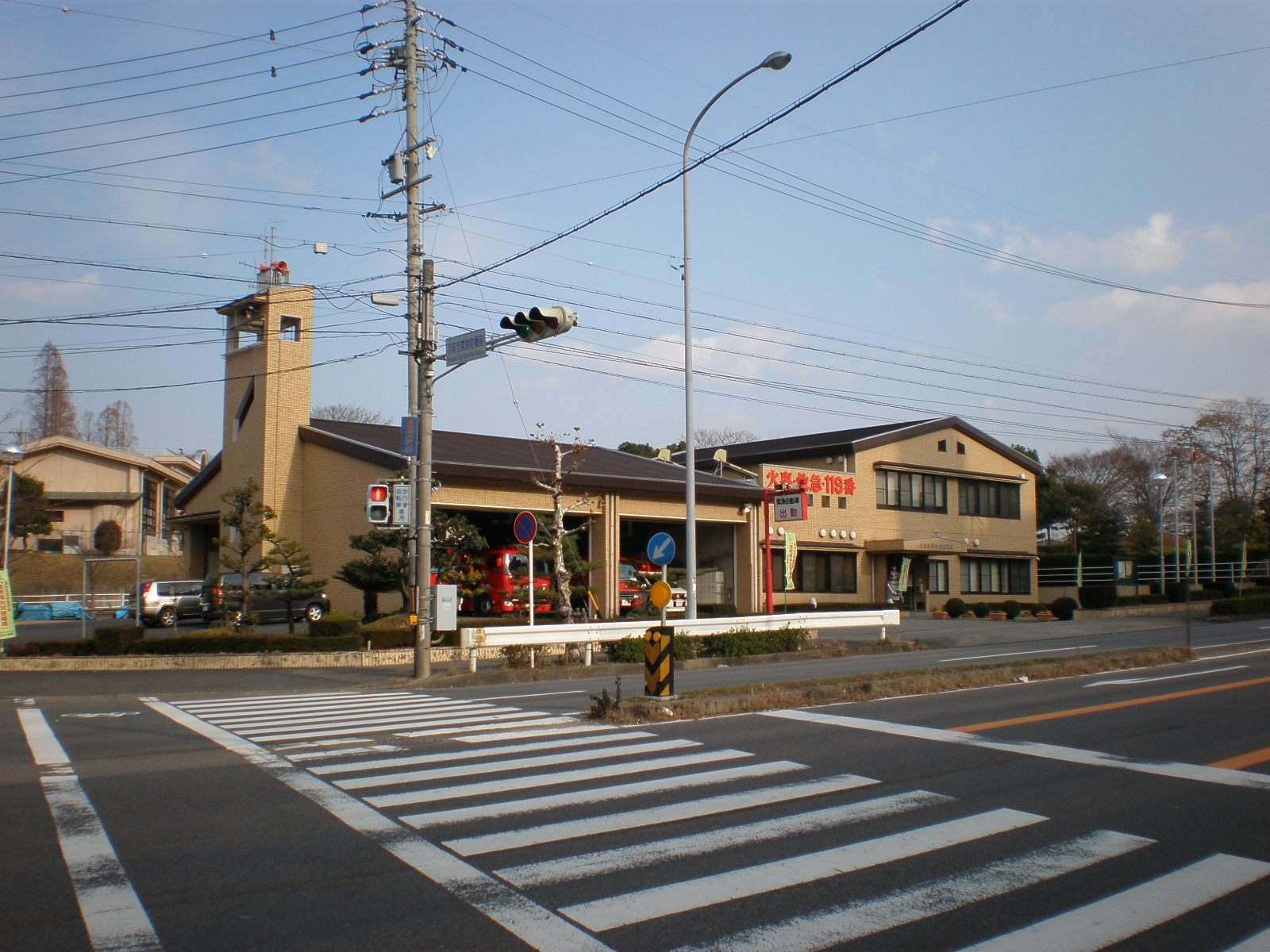
東支署

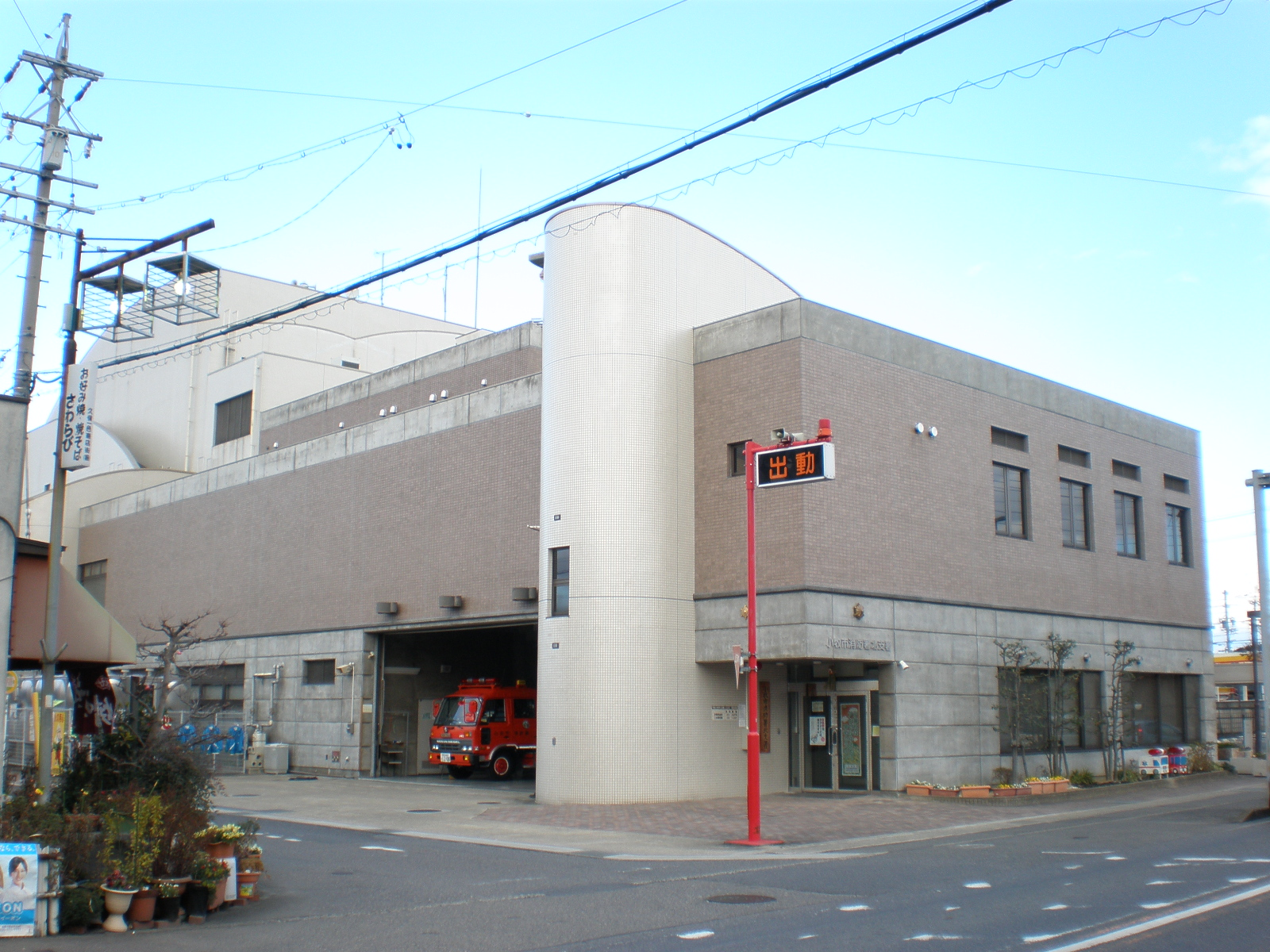
北支署

- 本部
  - 消防総務課、予防課
- 消防署

## 消防署
| 消防署       | 住所      | 支署                                                    |
| ------------ | --------- | ------------------------------------------------------- |
| 小牧市消防署 | 安田町119 | 東：大字池之内3428-2 南：下小針中島2-130 北：久保新町60 |

## 主力機械
※2019年4月1日現在
- 普通消防ポンプ自動車：2
- 水槽付消防ポンプ自動車：5
- はしご付消防自動車：2
- 化学消防自動車：2
- 水槽車：3
- 救急自動車：6
- 救助工作車：1
- 資機材搬送車：1
- 指令車：1
- 指揮車：1
- 広報車：9
- 連絡車：2
- その他：2

## 本署の周辺
- 小牧警察署
- 間々観音
- パークアリーナ小牧
- 小牧山